# Herb powiatu średzkiego (dolnośląskiego)
Herb powiatu średzkiego – jeden z symboli powiatu średzkiego, autorstwa Alfreda Znamierowskiego, ustanowiony 11 października 1999.

## Wygląd i symbolika
Herb przedstawia na tarczy późnogotyckiej dwudzielnej w słup w polu lewym na zielonym tle pięć złotych bereł: cztery zakończone koniczyną i jedno koroną (nawiązujące do gmin powiatu), natomiast w polu prawym pół czarnego orła na złotym tle (symbol Dolnego Śląska).